# Rudolf Hanel
Rudolf Hanel (* 31. Oktober 1897; † unbekannt) war ein österreichischer Fußballspieler, der in den 1920er Jahren zu den erfolgreichsten Torschützen in der österreichischen Meisterschaft gehörte und im Nationalteam zum Einsatz kam.

## Vereinskarriere
Der gebürtige Fünfhauser begann mit dem Fußballspiel beim unterklassigen Lokalverein SC Rekord XV, wo er abgesehen von der Zeit des Ersten Weltkriegs bis 1920 tätig war. Nach einem Jahr beim Fünfhauser SK und einer kurzen Rückkehr zu seinem Stammverein folgte 1921 der Wechsel zum damals in der zweiten Liga befindlichen SK Slovan Wien. Der Meidlinger Tschechenklub kämpfte um den Aufstieg in die höchste Spielklasse, musste sich jedoch schließlich knapp dem punktegleichen Wiener AC geschlagen geben. In der Folgesaison schafften die Grün-Weißen mit dem Stürmer Hanel umso eindrucksvoller den angestrebten Aufstieg.
Im ersten Jahr der Erstklassigkeit konnte knapp der Klassenerhalt erreicht werden, dabei hatte Hanel mit 15 Saisontoren wesentlichen Anteil, was auch den zweiten Platz in der Torschützenliste hinter Gustav Wieser bedeutete. Im selben Jahr erreichte Slovan auch das Finale im ÖFB-Cup, wo man sich nach einem dramatischen Spiel den Amateuren in der Verlängerung mit 6:8 geschlagen geben musste. Zwei weitere Jahre blieb der Rechtsverbinder bei Slovan und konnte sich 1925/26 wieder unter den besten drei Scorern der Liga platzieren. Dabei erzielte er im August 1925 das erste Tor im neu eröffneten České Srdce-Stadion gegen die Hertha.
Nach diesen Leistungen wurde Hanel vom SK Rapid Wien engagiert, wo er jedoch nicht überzeugen konnte und während der Frühjahrssaison an die Vienna abgegeben wurde. Danach kehrte er zu Slovan zurück, wo er umgehend zu alter Stärke fand, den Abstiegskandidaten auf einen Mittelfeldplatz führte und wieder Dritter der Torschützenliste wurde. Zur Mitte der Saison 1928/29 verließ er die Favoritner erneut und schloss sich dem Erstligaaufsteiger SC Nicholson an, in dieser Spielzeit wurde er sogar wieder zweiterfolgreichster Stürmer der Liga hinter Anton Schall.
Ab 1929 lief Hanel für den Wiener Sport-Club auf, für den er zweieinhalb Saisonen spielte und dann zu Nicholson zurückkehrte. Weitere Stationen beim Brigittenauer AC, wo er nochmals das Cupfinale erreichte, und beim Sport-Club folgten, ehe er sich re-amateurisieren ließ und seine Karriere beim Post SV Wien beendete. Später war er auch als Schiedsrichter aktiv.

## Nationalmannschaft
Trotz seiner regelmäßigen Torerfolge in der Meisterschaft fand Hanel nur selten Berücksichtigung in Auswahlmannschaften. Sein Debüt in der Nationalmannschaft gab er im Mai 1926 bei einem 3:0 gegen Ungarn in Budapest, wo er auch ein Tor erzielte. Wenige Wochen später war er beim 4:1 gegen Frankreich wieder unter den Torschützen, dies war jedoch auch sein letzter Einsatz im Nationalteam. Daneben spielte er auch noch jeweils zweimal in der B-Mannschaft und der Wiener Stadtauswahl.

## Erfolge
- 1× österreichischer Zweitligameister: 1923
- 2× ÖFB-Cup-Finale: 1924, 1933
- 2× Zweiter und 2× Dritter der Torschützenliste: 1924, 1929 bzw. 1926, 1928
- 2 Spiele und 2 Tore für die österreichische Fußballnationalmannschaft: 1926